# Olof Almström
Robert Olof Almström, född 14 maj 1869 i Stockholm, död 14 september 1949 i Göteborg, var en svensk grosshandlare. Han var son till Robert Almström.
Olof Almström tog studentexamen i Stockholm och fortsatte utbildningen på Frans Schartaus handelsinstitut på Södermalm. Under 1890-talet hade han olika anställningar i Göteborg, och en egen firma, Andersson, Almström & Co. Åren 1913-19 var han ledamot i Göteborgs stadsfullmäktige. Samtidigt innehade han olika styrelse- och förtroendeuppdrag.
Han är begravd på Östra kyrkogården i Göteborg.